# Мастер чиф-петти-офицер флота

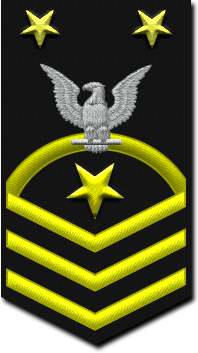
Нашивка мастер чиф-петти офицера флота ВМС США

Мастер чиф-петти офицер флота (англ. Fleet Master Chief Petty Officer) (FLTCM) — одно из высших воинских званий петти-офицеров ВМС США.
В Военно-морских силах США это звание относится к девятой ступени военной иерархии (E-9), вместе с воинскими званиями мастер чиф-петти-офицер, мастер чиф-петти-офицер сил и главный мастер чиф-петти-офицер. Нижестоящее звание — старший чиф-петти-офицер.

## Знаки различия
Знаком различия мастер чиф-петти-офицера флота является нарукавная нашивка с орлом, размещённая выше трёх лент-шевронов, углы верхнего шеврона соединяются лентой-дужкой. Выше орла с раскинутыми крыльями размещены по углам нашивки остриём вниз две золотые звезды. В отличие от знака различия главного мастера чиф-петти-офицера, на нарукавной нашивке мастер чиф-петти-офицера флота вместо серебряных звёзд используются золотые звёзды. На тёмно-синей (чёрной) форме орёл белый, а звёзды и шевроны золотистого цвета.